# Севастіан Нарбонський
Севастіан Нарбонський, також Себастя́н Міланський (лат. Sebastianus, ? — 288) — римський християнський святий та мученик, тіло якого прошили безліч стріл, покровитель спортсменів-лучників і захисник від мору. Народився у місті Нарбона, Галлія (суч. південна Франція). Помер у Римі.

## Біографія
Святий мученик Севастян народився в місті Нарбоні (Галлія), а освіту здобував у Мілані. За часів імператорів-співправителів Діоклетіана і Максиміана (284–305) він обіймав посаду начальника придворної варти. Святий Севастіан мав авторитет і любов серед воїнів і придворних, бо був людиною хороброю, сповненою мудрості, правдивим у словах, справедливим у суді, розсудливим у пораді, вірним на службі і у всіх завданнях.
Будучи сам таємним християнином, святий багато допомагав братам по вірі.

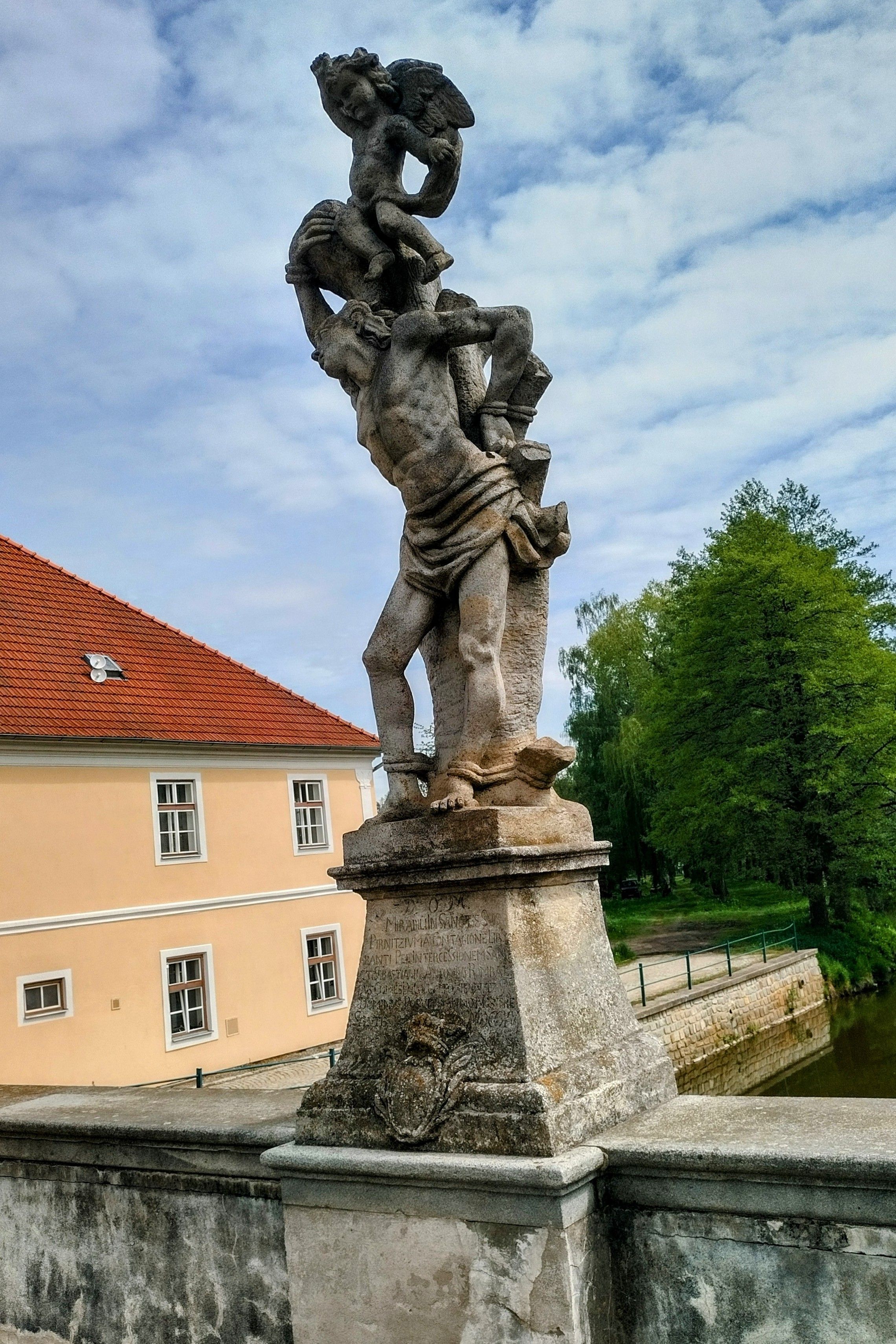
Статуя Св. Себастьяну на Єврейському мості у Бртніце (Чехія)

В кінці зазнав мученицької смерті. Його допитував особисто імператор Діоклетіан і, переконавшись в незворушності святого мученика, наказав відвести його за місто, прив'язати до дерева і розстріляти з луків. Жінка чиновника Кастула, Ірина, прийшла вночі, щоби поховати святого Севастіана, але знайшла його живим і принесла у свій дім. Святий Севастіан згодом вилікувався від ран. Християни умовляли його покинути Рим, але він відмовився. Підійшовши до язичницького храму, святий побачив імператорів, що йшли туди, і публічно звинуватив їх в безчесті. Діоклетіан наказав відвести святого мученика на іподром і стратити. Святого Севастіана вбили, а тіло його кинули у Клоаку Ма́ксиму — стічну канаву у Тибр. Святий мученик уві сні явився християнці Лукині і повелів їй взяти тіло і поховати в катакомбах. Благочестива християнка з честю поховала тіло святого. Над його могилою споруджена церква Сан Себастьяно фуорі ле Мура.
Пам'ять 18 грудня.

## Патрон
- Португалія: 
  - муніципалітети: Алмейрін, Віла-де-Рей, Віла-Нова-де-Пайва, Камара-де-Лобуш, Понта-Делгада
  - парафії: Фейра